# Запис Томића храст (Шетка)
Запис Томића храст (Шетка) се налази на парцели чији је власник Томић Милосав.

## Локација
| Општина             | Ражањ                                                                       |
| Катастарска општина | Шетка                                                                       |
| Потес               | Торина                                                                      |
| Координате          | 43° 43′ 43″ С; 21° 31′ 56″ И / 43.728700000000003° С; 21.532299999999999° И |
| Надморска висина    | 214m                                                                        |

## Карактеристике
Дендрометријске вредности утврђене на терену и сателитским снимцима:
| Стабло                     | Храст |
| Висина стабла              | m     |
| Обим дебла                 | m     |
| Пречник крошње             | 26m   |
| Пречник дебла              | m     |
| Висина дебла до прве гране | m     |

## База записа
Запис је у оквиру Викимедија пројекта "Запис - Свето дрво" заведен под редним бројем 0939.